# Film noir
Film noir (doslovno "crni film" na francuskom) naziv je za kriminalističke hollywoodske crno-bijele filmove iz 1940-ih i 1950-ih. Naziv je nastao zbog pretjeranog korištenja, odnosno pomanjkanja, filmskog osvjetljenja, čime se postizao mračniji, pesimističniji ugođaj. Naziv se upotrebljava i za novije filmove, koji imaju ugođaj i radnju karakterističnu za film noir. Na klasične autore film noira utjecali su njemački nijemi filmovi, primjerice oni Fritza Langa, kao i američki i francuski kriminalistički romani iz 1930-ih, čiji su glavni likovi imali većinom tragičan završetak.

## Karakteristike film noira
Film noir je obično snimljen u gradu, po noći, a odvija se najčešće u noćnim klubovima, barovima, kockarnicama i jeftinim hotelima. Scene u filmu imaju mnogo sjena, koje su ponekad toliko prenaglašene i stilizirane da izgledaju gotovo stripovski.
Likovi u film noiru su većinom motivirani pohlepom, ljubomorom ili osvetom. Glavni je lik uglavnom privatni detektiv ili policajac, koji istražuje zločine kao što su ubojstva, pljačke, kocka, prostitucija, ucjena itd. Karakteristika glavnog lika je da i on "loš", često ga razdire grižnja savjesti, a nekim svojim radnjama (prijetnje, laži) se ne razlikuje od kriminalaca koje progoni. Karakteristična je i pojava "fatalne žene", femme fatale, koja je ponekad ključan motivator glavnog lika. Često film prati i naracija glavnog lika, koja doprinosi mračnoj i depresivnoj atmosferi, jer je puna cinizma, hladna ili depresivna. Ovime autor film noira kod gledatelja stvara osjećaj nelagode, jer se gledatelj nesvjesno identificira s glavnim likom i preispituje njegove motive, osjećaje i radnje. Film noir je uvelike sličan klasičnim tragedijama, stoga što se glavni junaci često nalaze pred nemogućim izborima (biraju "od dva zla manje") i njihove odluke vode neželjenom, tragičnom kraju. 
Najveći utjecaj na autore klasičnog film noira imali su pisci kriminalističkih romana Dashiell Hammett, James M. Cain i Raymond Chandler.

## Primjeri klasičnog film noira
Klasični film noir naslovi su: Stranac na trećem katu (1940.), Malteški sokol (1941.), Dvostruka obmana (1944.), Duboki san (1946.), Poštar uvijek zvoni dvaput (1946.), Ozloglašena (1946.), Otoko Largo (1948.), Bulevar sumraka (1950.), Džungla na asfaltu (1950.), Kiss Me Deadly (1955.) i Dodir zla (1958.) 
Glumci koji su obilježili film noir su Humphrey Bogart, Robert Mitchum, Peter Lorre, Edward G. Robinson, dok su najzapaženije glumice u ulogama "fatalnih žena" bile Marlene Dietrich, Claire Trevor, Barbara Stanwyck, Rita Hayworth, Lana Turner, Ava Gardner, Lauren Bacall i druge.
Mnogi znameniti redatelji su se okušali u film noiru, primjerice John Huston, Alfred Hitchcock, Otto Preminger, Billy Wilder, Nicholas Ray, Orson Welles, Raoul Walsh i drugi.

## Neo-noir
Danas se film noirom smatraju svi filmovi koji zadržavaju osnovne značajke tog podžanra. Novi film noir se naziva neo-noir ili post-noir. Znanstvenofantastični film noir se naziva sci-fi-noir, tech-noir i cyberpunk.
Neki od filmova koji se smatraju film noirom, a kronološki ne spadaju u 1940-te i 1950-te, su Mandžurijski kandidat (1962.), Kineska četvrt (1974.), Taksist (1976.), Body Heat (1981.), Sirove strasti (1992.), Fargo (1996.), L.A. povjerljivo (1997.), Memento (2000.), Sin City (2005.) i drugi. 
Znanstvenofantastičnim film noirom se mogu nazvati Soylent Green (1973.), Istrebljivač (1982.), 12 majmuna (1995.), Specijalni izvještaj (2002.) itd.
Postoje i film noir videoigre, od kojih su neke L.A. Noir i Heavy Rain.

## Vanjske poveznice
- "Vodič za film noir" Rogera Eberta  Arhivirana inačica izvorne stranice od 20. siječnja 2013. (Wayback Machine) (engl.)
- "Izazovnost filma noir" sa stranice filmski.net  Arhivirana inačica izvorne stranice od 8. veljače 2008. (Wayback Machine)